# Atletica leggera ai Giochi della VIII Olimpiade - 5000 metri piani

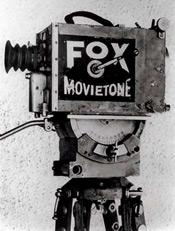
Video della Finale (durata: 2'17". Frammenti della gara sono mostrati dal minuto 0:59 al minuto 1:18)

La competizione dei 5000 metri piani di atletica leggera ai Giochi della VIII Olimpiade si tenne nei giorni 8 e 10 luglio 1924 allo Stadio di Colombes a Parigi.

## Risultati

### Turni eliminatori
| 3 Batterie | 8 luglio  | 39 iscritti    | Si qualificano i primi 4. |
| Finale     | 10 luglio | 12 concorrenti |                           |

### Batterie
| Pos. | Atleta               | Nazione       | Tempo   |
| ---- | -------------------- | ------------- | ------- |
| 1    | Eino Rastas          | Finlandia     | 15'22"2 |
| 2    | Katsuo Okazaki       | Giappone      | 15'22"2 |
| 3    | Axel Eriksson        | Svezia        | 15'23"6 |
| 4    | Léonard Mascaux      | Francia       | 15'26"4 |
| 5    | Charles Johnstone    | Gran Bretagna | 15'27"4 |
| 6    | Ralph Starr          | Gran Bretagna | n/d     |
| 7    | Eastman Doolittle    | Stati Uniti   | n/d     |
| 8    | Camille Van de Velde | Belgio        | n/d     |
| 9    | Alfredo Gomes        | Brasile       | n/d     |
| 10   | Mohamed El-Sayed     | Egitto        | n/d     |
| 11   | Joaquín Miquel       | Spagna        | n/d     |
| 12   | Vilis Cimmermans     | Lettonia      | n/d     |
| 13   | Daniel Eslava        | Messico       | n/d     |
| 14   | Stanisław Ziffer     | Polonia       | n/d     |

| Pos. | Atleta              | Nazione          | Tempo   |
| ---- | ------------------- | ---------------- | ------- |
| 1    | Paavo Nurmi         | Finlandia        | 15'28"6 |
| 2    | Lucien Dolquès      | Francia          | 15'29"4 |
| 3    | Eino Seppälä        | Finlandia        | 15'34"6 |
| 4    | Frank Saunders      | Gran Bretagna    | 15'37"0 |
| 5    | Maurice Norland     | Francia          | 15'41"4 |
| 6    | Harold Phelps       | Stati Uniti      | n/d     |
| 7    | David McGill        | Canada           | n/d     |
| 8    | István Kultsár      | Ungheria         | n/d     |
| 9    | Stefan Szelestowski | Polonia          | 16'11"0 |
| 10   | Pala Singh          | India Britannica | n/d     |
| 11   | Karel Nedobitý      | Cecoslovacchia   | 16'59"0 |
| -    | William Marthe      | Svizzera         | Rit.    |

| Pos. | Atleta            | Nazione       | Tempo   |
| ---- | ----------------- | ------------- | ------- |
| 1    | John Romig        | Stati Uniti   | 15'14"6 |
| 2    | Edvin Wide        | Svezia        | 15'24"0 |
| 3    | Ville Ritola      | Finlandia     | 15'32"1 |
| 4    | Charles Clibbon   | Gran Bretagna | 15'35"6 |
| 5    | Lucien Duquesne   | Francia       | 16'03"0 |
| 6    | Jan Zeegers       | Paesi Bassi   | n/d     |
| 7    | Alexandros Kranis | Grecia        | n/d     |
| 8    | George Lermond    | Stati Uniti   | n/d     |
| 9    | Malcolm Boyd      | Australia     | n/d     |
| 10   | Hans Kantor       | Austria       | n/d     |
| 11   | Miguel Palau      | Spagna        | n/d     |
| 12   | Pedro Curiel      | Messico       | n/d     |
| 13   | Artūrs Motmillers | Lettonia      | n/d     |

### Finale
Paavo Nurmi è primatista mondiale con 14'28"2, stabilito alle selezioni olimpiche nazionali di giugno. 
La gara viene disputata solo tre quarti d'ora dopo quella dei 1500. Nurmi va a caccia della sua seconda medaglia della giornata.

Nurmi e Ritola hanno un passo nettamente superiore agli altri. A metà gara sono già soli e si lanciano in un testa a testa spettacolare. Ritola prova più volte ad andarsene, il rivale gli risponde tutte le volte. All'ultimo giro Nurmi sferra l'attacco decisivo, supera Ritola di una manciata di metri e mantiene questo distacco fino al traguardo.

I due finlandesi staccano il terzo, Edvin Wide, di trenta secondi.
È ufficializzato solo il tempo del primo classificato.
| Pos.    | Atleta          | Età | Nazione       | Tempo ufficiale | Tempo ufficioso |
| ------- | --------------- | --- | ------------- | --------------- | --------------- |
| Oro     | Paavo Nurmi     | 27  | Finlandia     | 14'31"2         |                 |
| Argento | Ville Ritola    | 28  | Finlandia     |                 | 14'31"4         |
| Bronzo  | Edvin Wide      | 28  | Svezia        |                 | 15'01"8         |
| 4       | John Romig      | 26  | Stati Uniti   |                 | 15'12"4         |
| 5       | Eino Seppälä    | 28  | Finlandia     |                 | 15'18"4         |
| 6       | Charles Clibbon | 29  | Gran Bretagna |                 | 15'29"0         |
| 7       | Lucien Dolquès  | 19  | Francia       |                 | 15'33"0         |
| 8       | Axel Eriksson   | 21  | Svezia        |                 | 15'38"0         |
| 9       | Léonard Mascaux | 24  | Francia       |                 | 15'39"0         |
| 10      | Frank Saunders  | 25  | Gran Bretagna |                 | 15'54"0         |
| 11      | Eino Rastas     | 30  | Finlandia     | n/d             | n/d             |
| 12      | Katsuo Okazaki  | 27  | Giappone      | n/d             | n/d             |

## Fonte
- Elio Trifari (a cura di), Olimpiadi. La storia dello sport da Atene a Los Angeles. Rizzoli, 1984.